# Makonde (folk)
Makonde är ett av de största folkslagen och språkgrupperna i sydöstra Tanzania och norra Moçambique. Deras traditioner följer matrilinjär härstamning. Befolkningen klarade sig undan angripande afrikaner, araber och européer och föll till kolonialmakter först på 1920-talet. 
Språket är makonde, ett bantuspråk.